# La Ronda (León)
La Ronda es un acto que se desarrolla en la ciudad de León durante la Semana Santa, en la madrugada del Viernes Santo. Es un acto singular y único, reflejo de la gran tradición que envuelve la Semana Santa leonesa. Está organizada por la Cofradía del Dulce Nombre de Jesús Nazareno.

## Desarrollo
La Ronda parte a las 12.00 de la noche de la Plaza de San Marcelo, en pleno centro de la ciudad, donde lleva a cabo ante el antiguo Ayuntamiento de la capital el primero de sus "toques" oficiales, con el que llama al pueblo de León a la Procesión de los Pasos, auténtica recreación del Calvario, a la mañana siguiente. Para ello, cuatro hermanos de la cofradía, ataviados con su túnica, aunque descubiertos, hacen sonar la esquila, el clarín y el tambor, cuyo patetismo precede al canto desgarrado del cuarto hombre, que clama: "Levantaos, hermanitos de Jesús, que ya es hora". Ese primer toque, precedido del correspondiente responso, es recibido por el Alcalde desde el balcón del consistorio, en representación del pueblo de León. Acto seguido, la Ronda se desplaza al Palacio Episcopal, donde repite el acto en presencia del Obispo, que los recibe en nombre de la Diócesis; más tarde, ante el Palacio de los Guzmanes, sede de la Diputación Provincial, cuyo presidente los recibe en nombre de la provincia leonesa; a continuación, ante la Subdelegación de Defensa, cuyo Subdelegado de Defensa los recibe en nombre de las Fuerzas Armadas; ante la Subdelegación del Gobierno, que los recibe en nombre del Gobierno de España, y, por último, ante la casa del abad de la Cofradía, que los recibe primero a su puerta, y luego, en un segundo toque, en su balcón, despidiéndole la Ronda para que vaya a descansar para la procesión. Tras ello, la Ronda recorrerá la ciudad durante toda la noche.
- Datos: Q17636161